# دوغلاس دنلوب
دوغلاس دنلوب (بالإنجليزية: Douglas Dunlop)‏ ـ (1861 ـ 9 أكتوبر 1937) هو معلم ومبشر اسكتلندي، وضع في مصر نظامًا تعليميًا لخدمة أهداف الاحتلال البريطاني.
حصل دنلوب على درجة الماجستير في الآداب من جامعة غلاسكو سنة 1883، ثم الدكتوراه في القانون من نفس الجامعة سنة 1898.
جاء دنلوب إلى مصر مبشرًا، فعينه اللورد كرومر مستشارًا لوزارة المعارف، فوضع نظامًا تعليميًا نُسب إليه في مصر أثناء الاحتلال الإنجليزي لها، وعدّه الوطنيون المصريون معرقلًا لتقدم البلاد في مجال التعليم. وقد أطيح بدنلوب بعد سنة 1920، في أعقاب ثورة 1919.